# Escut de Sant Isidre
L'escut de Sant Isidre és un símbol representatiu oficial de Sant Isidre, municipi del País Valencià, a la comarca del Baix Segura. Té el següent blasonament:
| « | Escut ibèric. En camp d'or, una palmera de sinople, terrassada del mateix color, acostada a la destra d'una roda d'atzur de vuit radis i a la sinistra d'una mangrana de sinople tallada i granada de gules. Al timbre, una corona reial oberta. | » |

## Història
L'escut fou aprovat per Resolució de 27 d'abril de 1992, del conseller d'Administració Pública, publicada en el DOGV núm. 1.788, de 22 de maig de 1992.
La palmera i la mangrana són elements al·lusius al paisatge de la localitat i als seus cultius, mentre que la roda és un símbol ancestral de civilització i progrés.